# Watersiana paessleri
Watersiana paessleri is een mosdiertjessoort uit de familie van de Vesiculariidae. De wetenschappelijke naam van de soort is, als Watersia paessleri, voor het eerst geldig gepubliceerd in 1912 door Calvet.